# Hencse
Hencse is een plaats (község) en gemeente in het Hongaarse comitaat Somogy. Hencse telt 395 inwoners (2001).